# Susanna Helldén
Susanna Helldén, född 8 november 1979, är en svensk-dansk skådespelare, producent, konstnärlig ledare för Teater Tofta och driver Lycke film AB.

## Biografi
Susanna Helldén är dotter till musikpedagog Bodil Helldén och tonsättare Daniel Helldén. Hon är utbildad skådespelare vid Teaterhögskolan i Malmö och Högskolan för Scen och Musik i Göteborg och tog examen 2009. 2010 startade hon Teater Tofta, tillsammans med Göran Parkrud. Teatern håller till i Magasinet, en del av Tofta herrgård, i närheten av Marstrand, Kungälvs kommun. Teatern har blivit en etablerad verksamhet i kommunen. 2019 nominerades Teater Tofta i kategorin "Årets slow food" vid Scenkonstgalan.   
Susanna Helldén har tidigare arbetat bland annat på Borås stadsteater, Göteborgs stadsteater, Angereds teater, Teater Fredag, Smålands Musik och Teater och Teater Västernorrland. 
Vid sidan av arbetet på Teater Tofta läser hon in ljudböcker, undervisar på 2Långs teaterskola och frilansar som skådespelare. Hon har också uppdrag som skolinformatör för RFSU, i frågor som handlar om sexualitet och normkritik.

## Utmärkelser
Susanna Helldén har uppmärksammats för sina insatser både som skådespelare och i sin roll som teaterproducent: 2019 mottog hon utmärkelsen för Bästa nationella kvinnliga skådespelare vid Västerås filmfestival. Av Konstnärsnämnden tilldelades hon 2018 ett ettårigt stipendium. 

## Teater (urval)
| Föreställning                   | Roll          | Regi av                                      | Teater                               | År      |
| ------------------------------- | ------------- | -------------------------------------------- | ------------------------------------ | ------- |
| Scener ur ett äktenskap         | Marianne      | Marcus Carlsson                              | Teater Tofta                         | 2021    |
| Glömska                         | Tove          | Göran Parkrud                                | Teater Tofta                         | 2020    |
| Vilse                           | Tove          | Emelie Strömberg                             | Teater Tofta                         | 2019    |
| Törst                           | Tove          | Viktoria Folkesson                           | Teater Tofta                         | 2018    |
| Bunden                          | Helena        | Kristina Lodén Nilsson                       | Teater Tofta                         | 2016    |
| Ingvar! En musikalisk möbelsaga |               | Markus Virta                                 | Teater Västernorrland                | 2016    |
| Ett dockhem                     | Nora          | Göran Parkrud                                | Teater Tofta                         | 2015    |
| Lycka                           | Susanna       | Göran Parkrud                                | Teater Tofta                         | 2014    |
| Sanning och konsekvens          | Julia         | Erik Ståhlberg                               | Teater Tofta + Folkteatern Göterborg | 2013/14 |
| Strindberg x2                   | Tekla/Kerstin | Sara Estling, Göran Parkrud                  | Teater Tofta                         | 2012    |
| Fadren                          | Laura / Berta | Sven Dahlberg, Göran Parkrud, Erik Ståhlberg | Teater Tofta                         | 2011    |
| Aldrig Mozart                   | Paula Levi    | Anders Alnemark                              | Teater Fredag                        | 2011    |
| Fröken Julie                    | Fröken Julie  | Göran Parkrud                                | Teater Tofta                         | 2010    |

### Barnteater
Julföreställning "En förtrollad jul", 2011–2017, som Helldén skrivit manus till och medverkade på scen i föreställningen, tillsammans med Martina Pettersson. Piano: Anna Risne. Regi: Göran Parkrud. Föreställningen har spelats både på Tofta Herrgård och på Lorensbergsteatern i Göteborg. Föreställningen har även spelats i SkeppetGbg i Sjömanskyrkan i december 2021.

## Filmer (urval)
2017 startade Susanna Helldén och Göran Parkrud filmbolaget Lycke film. Filmbolagets första produktion var filmen Bunden, baserad på teaterföreställningen med samma namn. Susanna Helldén var både producent och medverkade i filmen där hon spelade rollen Helena. Filmen Bunden hade premiär på Bio Roy den 24 mars 2019.
| Film             | Roll   | Regi             | Produktion            | År   |
| ---------------- | ------ | ---------------- | --------------------- | ---- |
| Bunden           | Helena | Kristina Nilsson | Lycke film AB         | 2019 |
| Mamma pappa barn | mamman | Ninja Thyberg    | Fridhems folkhögskola | 2011 |